# Радоња Лука
Радоња Лука је насељено место у саставу општине Суња, Банија, Сисачко-мославачка жупанија, Република Хрватска.

## Историја
До нове територијалне организације налазила се у саставу бивше велике општине Сисак. Радоња Лука се од распада Југославије до августа 1995. године налазила у Републици Српској Крајини.

## Становништво
На попису становништва 2011. године, Радоња Лука је имала само 31 становника.
| Демографија | Демографија | Демографија |
| Година      | Становника  | Становника  |
| ----------- | ----------- | ----------- |
| 1961.       | 203         |             |
| 1971.       | 163         |             |
| 1981.       | 117         |             |
| 1991.       | 108         |             |
| 2001.       | 74          |             |
| 2011.       |             | 31          |

## Попис 1991.
На попису становништва 1991. године, насељено место Радоња Лука је имало 108 становника, следећег националног састава:
| Националност       | 1991.       |
| Срби               | 99 (91,66%) |
| Хрвати             | 0           |
| Југословени        | 0           |
| остали и непознато | 9 (8,33%)   |
| Укупно             | 108         |